# テルターク・エレメール
テルターク・エレメール（ハンガリー語: Terták Elemér, 1918年12月2日 - 1999年7月8日）はハンガリー出身のフィギュアスケート選手、フィギュアスケート審判員、国際スケート連盟委員。

## 経歴
1918年ブダペスト生まれ。1926年にブダペストフィギュアスケートクラブに入る。1934年にハンガリー代表入りし同年のヨーロッパフィギュアスケート選手権で3位となる。この後1939年まで欧州選手権、世界フィギュアスケート選手権に出場し、1937年の欧州選手権および世界選手権で3位、1936年のガルミッシュ・パルテンキルヘンオリンピックでは8位の成績を修めた。
競技引退後、1945年からハンガリースケート連盟の副会長、1947年から1988年まで技術委員、審判員を含む国際スケート連盟の役職を務めた。

## 主な戦績
| 大会＼年     | 1934 | 1935 | 1936 | 1937 | 1938 | 1939 |
| ------------ | ---- | ---- | ---- | ---- | ---- | ---- |
| オリンピック |      |      | 8    |      |      |      |
| 世界選手権   | 7    | 6    |      | 3    | 6    | 6    |
| 欧州選手権   | 3    | 7    | 5    | 3    | 5    |      |